# Ficus bougainvillei
Ficus bougainvillei är en mullbärsväxtart som beskrevs av Rechinger. Ficus bougainvillei ingår i släktet fikonsläktet, och familjen mullbärsväxter. Inga underarter finns listade i Catalogue of Life.